# Mark Chamberlain
Mark Chamberlain (Stoke-on-Trent, 19 november 1961) is een voormalig betaald voetballer uit Engeland, die speelde als aanvaller gedurende zijn carrière. Hij speelde clubvoetbal voor onder meer Port Vale en Sheffield Wednesday. Na zijn actieve loopbaan was hij actief als trainer. Chamberlain is de vader van voetballers Alex Oxlade-Chamberlain en Christian Oxlade-Chamberlain.

## Interlandcarrière
Chamberlain kwam acht keer uit voor de nationale ploeg van Engeland, en scoorde één keer in de periode 1982-1984. Onder leiding van bondscoach Bobby Robson maakte hij zijn debuut op 15 december 1982 in de EK-kwalificatiewedstrijd tegen Luxemburg (9-0) in Londen. Hij viel in dat duel na 65 minuten in voor Steve Coppell, en nam het zevende doelpunt voor zijn rekening. De andere treffers kwamen op naam van doelman Jeannot Moes (eigen doelpunt), Steve Coppell, Tony Woodcock, Luther Blissett (3), Glenn Hoddle en Phil Neal.